# 依格孜牙河
依格孜牙河，或譯依格孜也尔河（維吾爾語：ئېگىزيەر دەرياسى‎，拉丁维文：Ëgizyer Deryasi），是新疆西南部喀什噶尔河的一条支流。发源于阿克陶县西昆仑山脉北麓保勒木阿勒达坂附近海拔4400米色斯克提和阿克塔克山处，阿克陶县阿克达拉(Akedala)以上为上游河段，阿克达拉至出山口为中游河段，出山口以下为下游河段，全长110km，集水面积1972km2，1980年-2008年平均年径流量1.025亿m3。通过24.8km长的依格孜牙干渠向英吉沙灌区供水。
 阿克达拉 38°28′37″N 75°59′06″E / 38.47694°N 75.98500°E